# Conophytum rugosum
Conophytum rugosum är en isörtsväxtart som beskrevs av S. Hammer. Conophytum rugosum ingår i släktet Conophytum, och familjen isörtsväxter. Inga underarter finns listade i Catalogue of Life.